# 利耶帕亞湖
56°29′N 21°03′E / 56.483°N 21.050°E
利耶帕亞湖是立陶宛的湖泊，位於利耶帕亞附近，在利耶帕亞區境内，長16.2公里，面積37.2平方公里，是全國第五大湖泊，湖岸線長度44.6公里，平均水深2米，最大水深3米，湖中有13個島嶼。